# Tertnes IL
Tertnes Idrettslag ist ein norwegischer Sportverein aus Bergen, der am 25. Januar 1953 gegründet wurde. Anfänglich bestand das Sportangebot aus Fußball, Handball und Leichtathletik. Heutzutage gibt es zusätzlich die Abteilungen Turnen und die Ski Alpin.

## Handball
Die Frauenhandballmannschaft spielt seit der Saison 1993/94 in der Eliteserien, der höchsten norwegischen Spielklasse. In der Saison 1998/99 nahm Tertnes erstmals am Europapokal teil und erreichte zugleich das Halbfinale im EHF-Pokal. Eine Spielzeit später nahmen sie wiederum am EHF-Pokal teil und zogen ins Finale ein, wo man jedoch der spanischen Mannschaft El Ferrobús Mislata unterlegen war. In der Saison 2001/02 erreichte Tertnes das Finale der norwegischen Meisterschaft, verlor dieses jedoch 18:21 gegen Nordstrand IF.

### Bekannte ehemaligen Spielerinnen
- Isabel Blanco
- Kjersti Grini
- Mia Hundvin
- Janne Kolling
- Cecilie Leganger
- Terese Pedersen
- Renate Urne
- Marie Davidsen
- Lucie Fabíková
- Kjerstin Boge Solås
- Marianne Rokne
- Tina Abdulla
- Kristin Nørstebø